# Pityohyphantes costatus
Pityohyphantes costatus là một loài nhện trong họ Linyphiidae.
Loài này thuộc chi Pityohyphantes. Pityohyphantes costatus được Nicholas Marcellus Hentz miêu tả năm 1850.